# 紅無臀海龍
紅無臀海龍（学名：Notiocampus ruber），為輻鰭魚綱棘背魚目海龍魚科的其中一種，分布於東印度洋區的南澳大利亞、新威爾斯及塔斯馬尼亞島等海域，棲息深度5-20公尺，體長可達16.4公分，棲息在內灣區。